# Brian Gionta
Brian Gionta (ur. 19 stycznia 1979 w Rochester) – amerykański hokeista, reprezentant Stanów Zjednoczonych, dwukrotny olimpijczyk.
Jego młodsi bracia Stephen (ur. 1983) i Michael (ur. 1990) także zostali hokeistami.

## Kariera
- Boston College (1997–2001)
- Albany River Rats (2001–2002)
- New Jersey Devils (2002–2004)
- Albany River Rats (2004–2005)
- New Jersey Devils (2005–2009)
- Montreal Canadiens (2009–2014)
- Buffalo Sabres (2014-2017)
- Rochester Americans (2018)
- Boston Bruins (2018)

Od lipca 2009 zawodnik Montreal Canadiens, związany pięcioletnim kontraktem. Od 2011 był kapitanem drużyny. Od lipca 2014 był zawodnikiem Buffalo Sabres, przez trzy sezony pełniąc także funkcję kapitana. Pod koniec stycznia 2018 został zawodnikiem Rochester Americans, a pod koniec lutego 2018 został zawodnikiem Boston Bruins. We wrześniu 2018 ogłosił zakończenie kariery.
Uczestniczył w turniejach mistrzostw świata w 2000, 2001, 2005 oraz zimowych igrzysk olimpijskich 2006, 2018 (na ZIO 2018 był kapitanem kadry).

## Sukcesy
Klubowe
- Puchar Stanleya: 2003 z New Jersey Devils

Indywidualne
- Mistrzostwa Świata Juniorów w Hokeju na Lodzie 1999:
  - Pierwsze miejsce w klasyfikacji kanadyjskiej turnieju: 11 punktów
  - Skład gwiazd turnieju